# Condado de Torralva
El condado de Torralva es un título nobiliario español creado por el rey Felipe IV el 10 de septiembre en 1640 a favor de Iñigo Fernández de Córdoba y Mendoza, veinticuatro de Jaén, caballero de la Orden de Alcántara, propietario el castillo de Almodóvar del Río. 

## Denominación
Su nombre se refiere al cortijo de Torralba, situado junto a los Vados de Torralba, localidad del municipio de Villatorres, en la provincia de Jaén.

## Señores de Torralva
- Luis López de Mendoza, I señor de Torralva, casado con Isabel Rodríguez de Moriana.[2] Le sucedió su hijo;
- Juan Hurtado de Mendoza, II señor de Torralva, se casó con Isabel de Noboa, señora de Torrequebradilla, hija de Juan Alfonso de Noboa y de María Álvarez de Lara.[3] Le sucedió su hijo;
- Juan Hurtado de Mendoza, III señor de Torralva y de Torrequebradilla, se casó con Isabel Lucas; Le sucedió su hija;[2]
- María Hurtado de Mendoza, IV señora de Torralva y de Torrequebradilla, casada con Antonio de Córdoba y Mendoza, caballero de la Orden de Santiago, hijo de Diego Fernández de Córdoba y Carrillo de Albornoz, II conde de Cabra, y de María de Mendoza hija Diego Hurtado de Mendoza,  I duque del Infantado;[2]
- Diego Fernández de Córdoba, V señor de Torralva y de Torrequebradilla y caballero de la Orden de Santiago, casado con María Rótulo y Carrillo;[4][5]
- Antonio Fernández de Córdoba, VI señor de Torralva y de Torrequebradilla, murió sin sucesión, le sucedió su hermano;[6]
- Gabriel Fernández de Córdoba y Hurtado de Mendoza, VII señor de Torralva y de Torrequebradilla esposo de Aldonza Manrique de Córdoba;[6][5]
- Antonio Fernández de Córdoba y Mendoza (m 1640), VIII señor de Torralva;[7]
- Íñigo Fernández de Córdoba y Mendoza, IX señor de Torralva (después I conde), hermano del anterior.[8]

## Condes de Torralva
- Íñigo Fernández de Córdoba y Mendoza (Jaén, 27 de mayo de 1596-Madrid, 1661), I conde de Torralva,[8] I vizconde de las Torres, señor de Torrequenradill, veinticuatro de Jaén, caballero de la Orden de Alcántara, de la Orden de Santiago, alcalde de Toledo (1641), alcalde de Madrid (1649-1650) y gentilhombre de la cámara del rey. Era hijo de Gabriel Fernández de Córdoba, VII señor de Torralba, y Aldonza Manrique de Córdoba.[8][7]

Casó, el  1 de marzo de 1620 en Jaén, con su parienta Blanca Mesía Carrillo y Guzmán (m. 1634), señora de Monturque y de la Torre del Maestre. Le sucedió su hijo en 1661;
- Francisco Fernández de Córdoba y Guzmán, II conde de Torralva,[8] II vizconde de las Torres y caballero de la Orden de Santiago.[7]

Casó con Ana de Grimau y Llupiá, baronesa de Villanova de Buells, hija de Alejo de Grimau y Villafranca, señor de Caudies y de Creus, y de María de Llupiá y Pajez.
- Francisco lldefonso Fernández de Córdoba y Grimau, III conde de Torralva,[8] conde de Talhara,  IV marqués de Fuentes),[5] III vizconde de las Torres] y IX adelantado mayor de las islas Canarias.[8]

Contrajo matrimonio con Isabel Ana de Chaves y Zúñiga, hija de Juan Chaves Chacón de Mendoza y Orozco (m. 1696), conde de Casarrubios del Monte, II conde de Santa Cruz de la Sierra, II vizconde de la Calzada, y de su esposa Ana María de Zúñiga Avellaneda Bazán, XI condesa de Miranda del Castañar, X condesa de La Bañeza, etc. Le sucedió su nieto;
- Manuel Alonso Fernández de Córdoba, IV conde de Torralva,[11]  IV conde de Talhara, V marqués de Fuentes, V vizconde de las Torres y X adelantado mayor de las Islas Canarias.[11]  Su padre fue José Francisco Narciso Fernández de Córdoba y Chaves, III conde de Talhara, IV vizconde de las Torres, fallecido antes que su padre y casado con su prima hermana Ana María de Chaves y Ayala.[11]

Contrajo primeras nupcias con María Petronila Pimentel Álvarez de Toledo y Sarmiento, y en segundas nupcias, siendo su segundo marido, con Antonia Osorio de la Vega, viuda de Francisco Javier Lanzós y Taboada (m. 1765) VI conde de Maceda y III conde de Taboada. Le sucedió su hija del primer matrimonio;
- María Manuela Fernández de Córdoba Mendoza y Pimentel, V condesa de Torralva,[11] VI marquesa de Fuentes, V condesa de Talhara, VI vizcondesa de las Torres y adelantada mayor perpetua de Canarias.[11]

Casó con  Antonio María Pantoja y Bellvís de Moncada, VIII conde de Torrejón, grande de España, V marqués de Valencina, IV marqués de Tejares, VIII conde de Villaverde, etc. Sin descendencia, le sucedió su hermana;
- María de los Ángeles Fernández de Córdoba y Pimentel, VI condesa de Torralva, VII marquesa de Fuentes, VI condesa de Talhara, VII vizcondesa de las Torres, IX marquesa de Mirabel, VI condesa de Berantevilla y adelantada mayor perpetua de las Islas Canarias.[11]

Soltera, sin descendencia, le sucedió;
- Francisco de Paula de Valdivia-Corral Córdoba y Mendoza, VII conde de Torralva,[11] hijo de Gabriel de Valdivia y Corral, regidor preeminente de Andújar, y de su segunda esposa, Joaquina Fernández de Córdoba Heredia y Carvajal,[13] hermana de Pedro Fernández de Córdoba Heredia y Carvajal, I conde de Prado Castellano.[14]

Le sucedió su sobrina nieta, hija de Ignacio José Fernández de Santillán y Villacis, VII marqués de Valencina, y de su hermana Ignacia Rafaela de Valdivia y Fernández de Córdoba.
- Manuela Joaquina Fernández de Santillán y Valdivia (Sevilla, 27 de marzo de 1791-Sevilla, 21 de julio de 1834), VIII de Torralva,[16] VIII marquesa de Valencina, VI marquesa de la Motilla y  V condesa de Casa Alegre.

Casó, en Cádiz el 13 de febrero de 1810, con Antonio José Desmassières y Flórez (Pravia, 30 de septiembre de 1793-Sevilla, 22 de julio de 1834), caballero de la Orden de Santiago en 1825. Le sucedió su hijo:
- Fernando Desmaissières y Fernández de Santillán (Cádiz,1811 -22 de abril de 1857), IX conde de Torralva , IX marqués de Valencina, VII marqués de la Motilla y VI conde de Casa Alegre. Fue senador vitalicio del reino y el último poseedor del mayorazgo de su casa como consecuencia de la Ley desvinculadora[17] del 11 de octubre de 1820 y a partir de entonces, el título pudo ser heredado por mujeres.

Casó, el 15 de abril de 1839 en Sevilla, con Francisca de Paula Creus y Cabrera sin que hubiese descendencia de este matrimonio. Le sucedió su hermano.
- Miguel Ángel Desmaissières y Fernández de Santillán (Madrid, 15 de enero de 1816-Sevilla, 29 de noviembre de 1882), X conde de Torralva,[19] X marqués de Valencina, VIII de Motilla y VII conde de Casa Alegre.[19]

Casó, en Sevilla el 19 de agosto de 1854, con María Josefa Farina y Plasencia, viuda de Francisco Plasencia y Fuentes Calderón que fueron los padres del I conde de Santa Bárbara, Augusto Plasencia y Fariña. Era hija de Domingo Farina y Ricardo y de María Salomé Plasencia y Calderón. Le sucedió su hijo;
- Rafael Desmassières y Farina (Sevilla, 27 de febrero de 1853-Madrid, 4 de diciembre de 1932), XI conde de Torralva y maestrante de Sevilla.[20]

Soltero, sin descendientes, le sucedió su pariente;
- Fernando de Solís-Beaumont y Atienza (Málaga, 10 de septiembre de 1921-Madrid, 17 de noviembre de 1996),[21] XII conde de Torralva,[22][23] XIV marqués de Valencina,[24] X marqués de la Motilla y X conde de Casa Alegre.

Contrajo matrimonio, en Madrid el 18 de junio de 1946, con Isabel Martínez de Campos y Rodríguez (m. 2017), hija de Arsenio Martínez de Campos y de la Viesca, II duque de Seo de Urgel, III marqués de Martínez Campos, dos veces grande de España y III marqués de Viesca de la Sierra, y de María de los Dolores Rodríguez Limón. Le sucedió, en 1995, por distribución, su hijo;
- Fernando de Solís-Beaumont y Martínez-Campos ((Sevilla, 1 de marzo de 1956-Sevilla, 26 de febrero de 2024), XIII conde de Torralva.[27][28]

Casó, el 15 de junio de 1991, con María Fernanda Gallego Agudo (Madrid, 30 de mayo de 1968), hija de Serafín Gallego Encinas y Mercedes Agudo Huici, padres de dos hijas: María Antonia  y Adriana de Solís y Gallego (Madrid, 15 de marzo de 1996).
- María-Antonia de Solís y Gallego (n. Madrid, 4 de febrero de 1994),[27] XIV condesa de Torralva.[29]